# گونار ساموئلسون
گونار ساموئلسون (انگلیسی: Gunnar Samuelsson؛ ۲ مه ۱۹۲۷ – ۴ نوامبر ۲۰۰۷ (aged 80)) ورزشکار اسکی صحرانوردی اهل سوئد بود.
وی در مسابقات کشوری و بین‌المللی در مجموع برندهٔ ۱ مدال برنز شده‌است.